# Scheidt (Erkelenz)
Scheidt ist ein Weiler im Stadtgebiet von Erkelenz im Kreis Heinsberg in Nordrhein-Westfalen. Seit 1972 bildet es einen Stadtteil von Erkelenz. 

## Lage
Der Ort liegt südwestlich des Kernortes Erkelenz und nördlich von Granterath an der B 57. Die Kreisstraße K 32 verläuft südlich und die A 46 verläuft nördlich.

## Verkehr
Die AVV-Buslinie 401 der WestVerkehr verbindet Scheidt mit Erkelenz, Hückelhoven und Heinsberg. Abends und am Wochenende kann außerdem der MultiBus angefordert werden.
| Linie | Verlauf |
| ----- | --- |
| 401   | Erkelenz Bf – Erkelenz ZOB – Scheidt – Granterath – Hetzerath – Doveren – Hückelhoven – Schaufenberg – Ratheim – (Dremmen Bf –) Oberbruch – Grebben – Heinsberg Kreishaus – Heinsberg Busbf |